# کوراما (شهرستان اوچالینسکی، باشقیرستان)
کوراما (انگلیسی: Kurama, Uchalinsky District, Republic of Bashkortostan) یک شهرک در شهرستان اوچالینسکی استان باشقیرستان کشور روسیه است.